# Pontos extremos da Turquia

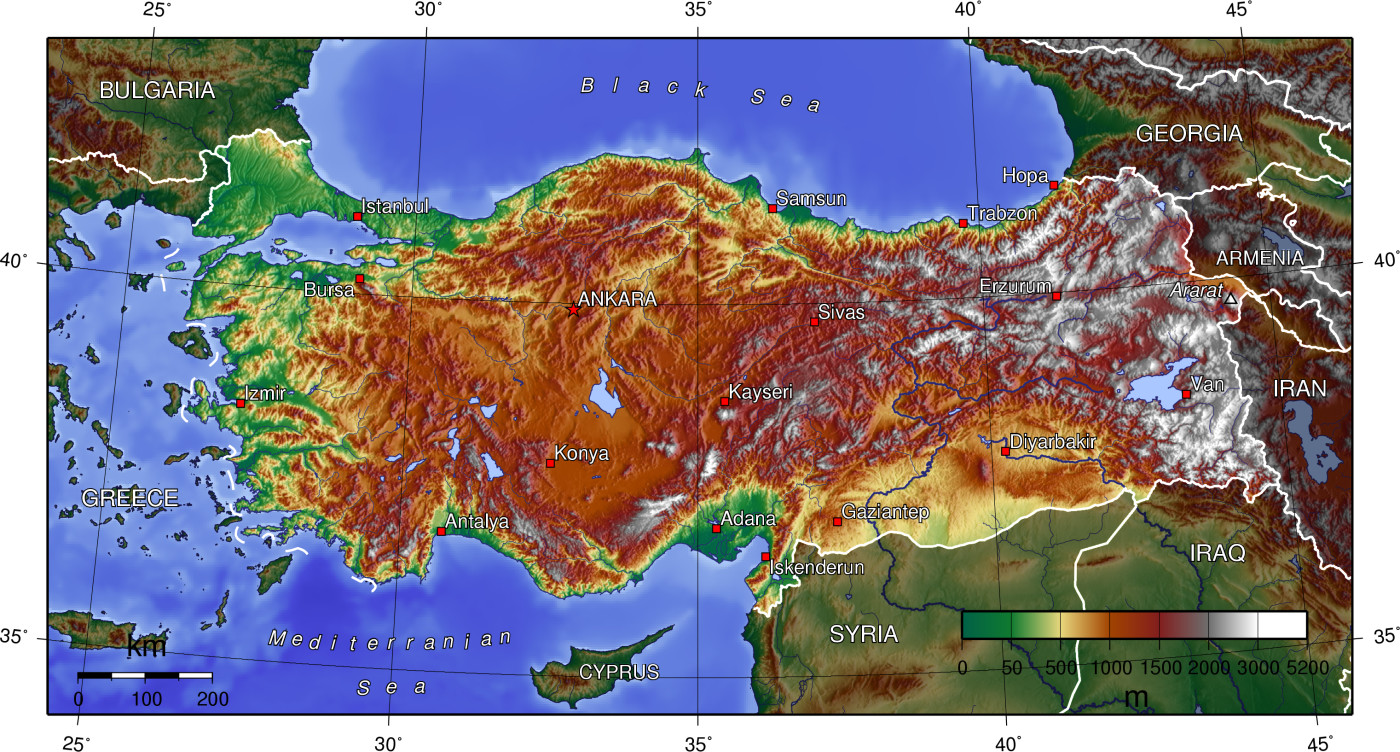
Mapa topográfico da Turquia.

Lista dos pontos extremos da Turquia, com os locais mais a norte, sul, leste e oeste e, também, o ponto mais alto.

## Latitude e longitude
- Ponto mais setentrional: Ilha Tavşan, situada a 1 km de İnceburun (Cabo İnce), na província de Sinop (42° 05′ 53″ N, 34° 56′ 33″ L)
- Ponto mais meridional: Yayladağı, na província de Hatay (35° 48′ 46″ N, 36° 09′ 08″ L)
- Ponto mais ocidental: Cabo Avlaka, Gökçeada (Ilha İmbros), na província de Çanakkale (40° 07′ 30″ N, 25° 39′ 56″ L)
- Ponto mais oriental: Aralık, na província de Eder (39° 39′ 03″ N, 44° 49′ 04″ L)

## Altitude
- Ponto mais alto: Monte Ararate, em Eder, 5 137 m